# Святица (приток Княжой)

Святица — река в России, протекает в Межевском районе Костромской области. Святица — левая составляющая реки Княжая, образует её, сливаясь с рекой Вынош.

## География
Река Святица берёт начало в болотах западнее деревни Кропачиха. Течёт на север через елово-берёзовые леса. Правый приток Святицы — река Чёрная. Устье реки Святицы находится в 63 км по левому берегу реки Княжая. Длина реки составляет 19 км.

## Данные водного реестра
По данным государственного водного реестра России относится к Верхневолжскому бассейновому округу, водохозяйственный участок реки — Унжа от истока и до устья, речной подбассейн реки — Бассей притоков Волги ниже Рыбинского водохранилища до впадения Оки. Речной бассейн реки — (Верхняя) Волга до Куйбышевского водохранилища (без бассейна Оки).
По данным геоинформационной системы водохозяйственного районирования территории РФ, подготовленной Федеральным агентством водных ресурсов:
- Код водного объекта в государственном водном реестре — 08010300312110000015488
- Код по гидрологической изученности (ГИ) — 110001548
- Код бассейна — 08.01.03.003
- Номер тома по ГИ — 10
- Выпуск по ГИ — 0